# Jehlan

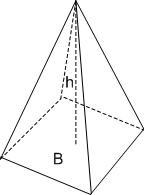
Jehlan

Jehlan je trojrozměrné těleso. Jeho základnu (nebo také podstavu) tvoří mnohoúhelník. Vrcholy základny jsou spojeny s jedním bodem mimo rovinu základny – tento bod se obvykle nazývá (hlavní) vrchol jehlanu.
Kolmá vzdálenost vrcholu od roviny podstavy se nazývá výška jehlanu.

## Obecné vlastnosti

### Objem a povrch
Objem jehlanu se vypočítá jako
{\displaystyle V={\frac {S_{p}.v}{3}}\,\!},
kde {\displaystyle S_{p}\,\!} je obsah podstavy a {\displaystyle v\,\!} výška.
Povrch jehlanu se vypočítává jako součet obsahu základny a obsahu jednotlivých trojúhelníkových stěn - jejich počet je dán počtem stran základny.
{\displaystyle S=P+Q\,},
kde {\displaystyle P} je obsah podstavy a {\displaystyle Q} je obsah pláště.
Z výše uvedených vzorců vyplývá, že se posunováním vrcholu jehlanu v rovině rovnoběžné s rovinou základny nemění objem (obsah podstavy i výška zůstávají stejné), ale pouze povrch – ten může při posouvání vrcholu v dané rovině do velké vzdálenosti od podstavy růst nade všechny meze.

### Souměrnost
Jehlan nemůže nikdy být středově souměrný.
Jehlan je osově souměrný pouze tehdy, je-li základna středově souměrná a průmět vrcholu jehlanu do roviny základny je shodný se středem souměrnosti základny (laičtěji: vrchol jehlanu musí ležet „kolmo nad středem souměrnosti základny“.).
Osou souměrnosti je v takovém případě spojnice vrcholu se středem souměrnosti základny.
Jehlan může být rovinově souměrný pouze tehdy, je-li základna osově souměrná a průmět vrcholu jehlanu do roviny základny leží na ose souměrnosti základny. (Lidštěji: vrchol jehlanu musí ležet „kolmo nad osou souměrnosti základny“.)
Rovinou souměrnosti je v takovém případě rovina určená osou souměrnosti základny a vrcholem jehlanu.

### Další vlastnosti
Pokud tvoří základnu jehlanu mnohoúhelník o {\displaystyle n\,\!} stranách, má jehlan:
- celkem {\displaystyle n+1\,\!} vrcholů
- celkem {\displaystyle 2\cdot n\,\!} hran
- celkem {\displaystyle n+1\,\!} stěn

Jehlan nemá tělesové úhlopříčky, stěnové mohou být jen v základně (pro n větší než 3).
Jehlan je konvexní jen tehdy, je-li konvexní jeho základna.

## Speciální případy
Pokud kolmice k podstavě procházející vrcholem protíná podstavu v jejím těžišti, nazýváme takový jehlan kolmý. Pokud tomu tak není, nazýváme jej kosý.
Pokud je základnou jehlanu pravidelný mnohoúhelník a vrchol leží kolmo nad těžištěm základny, mluvíme o pravidelném jehlanu. „Pravidelnost“ jehlanu obvykle podstatně zjednodušuje výpočet jeho objemu a povrchu.
Výpočet údajů v pravidelném {\displaystyle n}-bokém jehlanu určeném délkou podstavné hrany {\displaystyle a}a jeho výškou {\displaystyle v}:

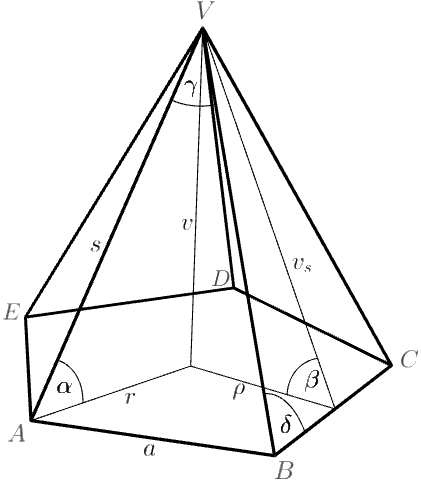
Pravidelný kolmý jehlan

- Výška boční stěny:

{\displaystyle v_{s}={\frac {1}{2}}{\sqrt {4v^{2}+\left(a\cdot {\cot {\frac {\pi }{n}}}\right)^{2}}}}
- Délka boční hrany:

{\displaystyle s={\frac {1}{2}}{\sqrt {4v^{2}+\left({\frac {a}{\sin {\frac {\pi }{n}}}}\right)^{2}}}}
- Povrch:

{\displaystyle S={\frac {1}{4}}na^{2}\cot {\frac {\pi }{n}}\left(1+{\sqrt {1+4\left({\frac {v}{a}}\tan {\frac {\pi }{n}}\right)^{2}}}\right)}
- Objem:

{\displaystyle V={\frac {1}{12}}na^{2}v\cdot \cot {\frac {\pi }{n}}}
- Sklon boční hrany:

{\displaystyle \alpha =\arctan \left(2{\frac {v}{a}}\sin {\frac {\pi }{n}}\right)}
- Sklon boční stěny:

{\displaystyle \beta =\arctan \left(2{\frac {v}{a}}\tan {\frac {\pi }{n}}\right)}
- Odchylka bočních hran:

{\displaystyle \gamma =2\arctan {\frac {a}{\sqrt {4v^{2}+a^{2}\cot ^{2}{\frac {\pi }{n}}}}}}
- Odchylka boční a podstavné hrany:

{\displaystyle \delta =\arctan {\sqrt {4\left({\frac {v}{a}}\right)^{2}+\cot ^{2}{\frac {\pi }{n}}}}}
- Odchylka bočních stěn:

{\displaystyle \varepsilon =2\arcsin {\sqrt {\frac {4v^{2}\sin ^{2}{\frac {\pi }{n}}+a^{2}}{4v^{2}\tan ^{2}{\frac {\pi }{n}}+a^{2}}}}}, speciálně pro {\displaystyle n=4} je {\displaystyle \varepsilon =2\arcsin {\sqrt {\frac {2v^{2}+a^{2}}{4v^{2}+a^{2}}}}}

### Pravidelný čtyřstěn
Pravidelný čtyřstěn je jehlan, jehož základnu i všechny tři boční stěny jsou rovnostranné trojúhelníky. Tento čtyřstěn má stejný tvar všech stěn i délku všech hran - jedná se tedy o jedno z platónských těles.
Jeho objem {\displaystyle V\,\!} a obsah {\displaystyle S\,\!} lze vypočítat z délky jeho hrany:

- {\displaystyle S=a^{2}{\sqrt {3}}\,\!}
- {\displaystyle V={\begin{matrix}{{\sqrt {2}} \over 12}\end{matrix}}a^{3}\,\!}

Jeho výšku lze vypočítat jako {\displaystyle v=(a/3){\sqrt {6}}} .

### Pravidelný čtyřboký jehlan

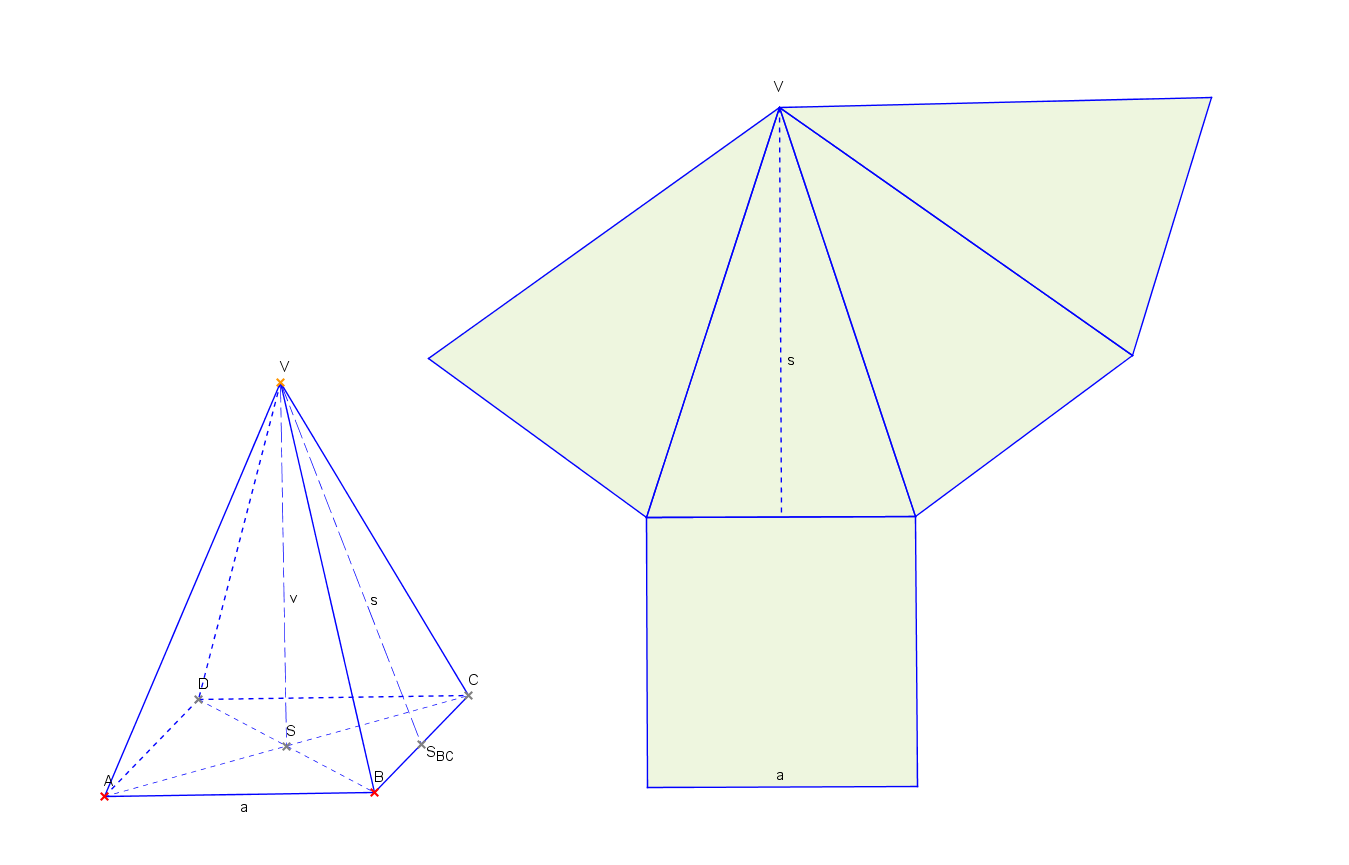
Pravidelný čtyřboký jehlan a jeho rozvinutý povrch.

Pokud má jehlan čtvercovou základnu a vrchol kolmo nad průsečíkem úhlopříček základny, hovoříme o pravidelném čtyřbokém jehlanu.
Jeho objem {\displaystyle V\,\!} a povrch {\displaystyle S\,\!} lze vypočítat z délky strany základny {\displaystyle a\,\!} a výšky {\displaystyle v\,\!}:

- {\displaystyle V={\frac {1}{3}}a^{2}v\,\!}
- {\displaystyle S=a\left(a+{\sqrt {4v^{2}+a^{2}}}\right)}

| d=2  | trojúhelník | čtverec                     | šestiúhelník                              | pětiúhelník               |
| d=3  | jehlan      | krychle, oktaedr            | krychloktaedr, kosočtverečný dvanáctistěn | dvanáctistěn, dvacetistěn |
| d=4  | 5nadstěn    | teserakt, 16nadstěn         | 24nadstěn                                 | 120nadstěn,600nadstěn     |
| d=5  | 5simplex    | penterakt, 5ortoplex        |                                           |                           |
| d=6  | 6simplex    | hexerakt, 6ortoplex         |                                           |                           |
| d=7  | 7simplex    | hepterakt, 7ortoplex        |                                           |                           |
| d=8  | 8simplex    | okterakt, 8ortoplex         |                                           |                           |
| d=9  | 9simplex    | ennerakt, 9ortoplex         |                                           |                           |
| d=10 | 10simplex   | dekerakt, 10ortoplex        |                                           |                           |
| d=11 | 11simplex   | hendekerakt, 11ortoplex     |                                           |                           |
| d=12 | 12simplex   | dodekerakt, 12ortoplex      |                                           |                           |
| d=13 | 13simplex   | triskaidekerakt, 13ortoplex |                                           |                           |
| d=14 | 14simplex   | tetradekerakt, 14ortoplex   |                                           |                           |
| d=15 | 15simplex   | pentadekerakt, 15ortoplex   |                                           |                           |
| d=16 | 16simplex   | hexadekerakt, 16ortoplex    |                                           |                           |
| d=17 | 17simplex   | heptadekerakt, 17ortoplex   |                                           |                           |
| d=18 | 18simplex   | oktadekerakt, 18ortoplex    |                                           |                           |
| d=19 | 19simplex   | ennedekerakt, 19ortoplex    |                                           |                           |
| d=20 | 20simplex   | ikosarakt, 20ortoplex       |                                           |                           |